# Wolfert III van Borselen
Wolfert III van Borsele (ook wel Borssele of Borselen) (1313 - Warns, juni 1351) was heer van Veere en Zandenburg.
Hij was een zoon van Wolfert II van Borsele (heer van Veere en Zandenburg) en Aleid van Henegouwen. Wolfert werd reeds in 1318 met zijn ooms Floris en Claas als grondbezitters te Zandijke in de Zeeuwse rekeningen vermeld, na 1331 ook in andere plaatsen. Hij komt het eerst voor in het jaar 1325 als neef van de graaf en moest toen nog jong zijn geweest, in 1331 zoon genoemd van de vrouwe van Wissekerke, welk ambacht men vermoedt dat zijn moeder Aleid tot weduwegoed had gekregen.
In 1336 was hij knape aan het hof van graaf Willem II van Holland, op 30 september 1337 was hij ridder toen hij een akte in verband met Voorne bezegelde. In 1339 kreeg hij een grafelijk voorrecht voor die van Veere en den Polder, voor Veere kreeg hij in 1341 tolvrijdom terwijl hij in 1346 in eerdergenoemde Polder (heer Wolferts nieuwe polder Insula) een kerk stichtte, waarover hij een geschil had met het abt van Middelburg. Op 21 juni 1345 behoorde hij bij de edelen die tegenover enkele steden, waarvan graaf Willem IV geld had geleend, voor deze vorst borg stonden. 
In 1345 vinden we hem nog in de omgeving van graaf Willem IV van Holland, na wiens dood hij gewikkeld werd in de twisten tussen graaf Willem V en zijn moeder keizerin Margaretha. Hij verleende aan zijn stad Veere, waarmee hij door Margaretha op 24 september 1346 beleend werd, in 1346 en 1349 uitgebreide privilegiën. Met zijn vrouw draagt hij in 1350 "die veste ende die woninghe te Dunebeke in Walcheren" op aan de graaf als leen. Bij deze belening beloofde deze, dat dit goed nooit van Veere en Zandenburg zou worden gescheiden. Wolfert sneuvelt zes jaar nadat zijn heer Willem IV van Holland bij de Slag bij Warns overlijdt, ook bij Warns tijdens een oproer.

## Vrouw en kinderen
Wolfert (III) was gehuwd met Hadewich Both van der Eem (ca. 1320 - voor 1371), met wie hij minstens 3 zoons en een dochter had.
- Wolfert IV van Borsele, heer van Veere en Zandenburg (1351-1356), overleden na 25 augustus 1356.
- Hendrik I van Borsele, knape (1354), ridder (1362), raadsheer van de ruwaard (1361, 1375, 1377 en 1379), heer van Veere en Zandenburg (na zijn broer Wolfert), geboren rond 1336 te Veere, overleden op 16 januari 1401 te Veere, begraven te Zandenburg (op het koor van de kapel van het kasteel Zandenburg).
- Aelbrecht van Borsele, overleden vóór 1356.
- Aleid van Borsele, geboren vóór 1343, overleden na 26 augustus 1414.

Hadewich was dochter van Gijsbert Both en Margaretha van Arkel (ca. 1295 - Utrecht, 23 juni 1368). Zij is begraven in de Dom van Utrecht. Margaretha was dochter van Jan III van Arkel (14e eeuw) en Mabelia van Voorne (1273 - 26 februari 1313). Gijsbert was heer van Eemkerk (in de Groote of Hollandsche Waard). Bekende voorouders van Gijsbert zijn:
- (1) Gijsbrecht Both van der Eem (ca. 1250 - voor 1310) en Johanna van Stein. Gijsbrecht was verbonden aan de heren van Amstel en verloor daarom zijn posities na de moord op Floris V van Holland. Toen graaf Jan II van Avesnes in 1303 in het nauw kwam door een Vlaamse aanval, verzoende hij zich met Gijsbrecht en gaf hem zijn posities terug, in ruil voor zijn steun.
  - (2) Hendrik van der Eem 
    - (3) Nikolaas van der Eem (ca. 1195 - na 1241), vermeld in 1241 toen hij samen met zijn zoon Hendrik opnieuw het gezag van Dirk van Altena moest erkennen
      - (4) Seger Both (ca. 1180 - na 29 maart 1230)
        - (5) Dirk Both, in 1213 een van de getuigen in de stadsrechten van Geertruidenberg
          - (6) Seger Both, rond 1200 in enkele aktes vermeld als getuige

  - (2) Arnold II van Stein en Margareta van Grimbergen 
    - (3) Arnold I van Stein (ca. 1180 - voor 1241)
      - (4) Herman van Elsloo (ca. 1145 - ca. 1228)
        - (5) Arnulfus van Elsloo

    - (3) Arnold Bertout van Grimbergen (ca. 1167 - na 1212) en Sophia van Altena (ca. 1190 - na 1247)
      - (4) Wouter II Berthout en Bonne, dochter van Lodewijk I van Loon en Agnes van Metz
      - (4) Gerard II van Grimbergen (ca. 1149 - 1188) en Mathilde van Ninove 
        - (5) Gerard van Ninove (ca. 1130 - 1201) en Gisela van Petegem 
          - (6) Amalrik II van Ninove
            - (7) Amalrik I van Ninove

          - (6) Ingelbrecht IV van Petegem (ca. 1070 - na 1135) en een dochter van Boudewijn I van Gent
            - (7) Ingelbrecht III van Petegem (ca. 1030 - voor 1082) en Mathilde (ca. 1050 - na 1082)
              - (8) Ingelbert II van Petegem (ca. 1010 - 1058) en Glismode 
                - (9) Ingelbert I van Petegem

      - (4) Boudewijn van Altena (ca. 1145 - 1200) en Agnes
        - (5) Dirk I van Altena (ca. 1120 - na 1189) en Mathilde 
          - (6) Adela Berthouts, moeder van Dirk I van Altena 
            - (7) Wouter I Berthout

## Voorouders
| Voorouders van Wolfert III van Borselen (1313-1351) | Voorouders van Wolfert III van Borselen (1313-1351)                       | Voorouders van Wolfert III van Borselen (1313-1351)                       | Voorouders van Wolfert III van Borselen (1313-1351)                       | Voorouders van Wolfert III van Borselen (1313-1351)                       | Voorouders van Wolfert III van Borselen (1313-1351)                       | Voorouders van Wolfert III van Borselen (1313-1351)                       | Voorouders van Wolfert III van Borselen (1313-1351)                       | Voorouders van Wolfert III van Borselen (1313-1351)                       |
| --------------------------------------------------- | ------------------------------------------------------------------------- | ------------------------------------------------------------------------- | ------------------------------------------------------------------------- | ------------------------------------------------------------------------- | ------------------------------------------------------------------------- | ------------------------------------------------------------------------- | ------------------------------------------------------------------------- | ------------------------------------------------------------------------- |
| Overgrootouders                                     | Hendrik Wisse van Borselen (1210-1270) ∞ Clarissa van Gavere (1253-1292)  | Hendrik Wisse van Borselen (1210-1270) ∞ Clarissa van Gavere (1253-1292)  | ? (-) ∞ ? (-)                                                             | ? (-) ∞ ? (-)                                                             | Jan van Avesnes (1218-1257) ∞ 1246 Aleid van Holland (1228-1284)          | Jan van Avesnes (1218-1257) ∞ 1246 Aleid van Holland (1228-1284)          | ? (-) ∞ ? (-)                                                             | ? (-) ∞ ? (-)                                                             |
| Grootouders                                         | Wolfert I van Borselen (1245-1299) ∞ Sybille van Praet (1253-1292)        | Wolfert I van Borselen (1245-1299) ∞ Sybille van Praet (1253-1292)        | Wolfert I van Borselen (1245-1299) ∞ Sybille van Praet (1253-1292)        | Wolfert I van Borselen (1245-1299) ∞ Sybille van Praet (1253-1292)        | Jan II van Avesnes (1247-1304) (-) ∞ ? (-)                                | Jan II van Avesnes (1247-1304) (-) ∞ ? (-)                                | Jan II van Avesnes (1247-1304) (-) ∞ ? (-)                                | Jan II van Avesnes (1247-1304) (-) ∞ ? (-)                                |
| Ouders                                              | Wolfert II van Borselen (1280-1317) ∞ Aleid van Zandenburg (ca.1290-1351) | Wolfert II van Borselen (1280-1317) ∞ Aleid van Zandenburg (ca.1290-1351) | Wolfert II van Borselen (1280-1317) ∞ Aleid van Zandenburg (ca.1290-1351) | Wolfert II van Borselen (1280-1317) ∞ Aleid van Zandenburg (ca.1290-1351) | Wolfert II van Borselen (1280-1317) ∞ Aleid van Zandenburg (ca.1290-1351) | Wolfert II van Borselen (1280-1317) ∞ Aleid van Zandenburg (ca.1290-1351) | Wolfert II van Borselen (1280-1317) ∞ Aleid van Zandenburg (ca.1290-1351) | Wolfert II van Borselen (1280-1317) ∞ Aleid van Zandenburg (ca.1290-1351) |